# Beeston Castle
Beeston Castle (walesiska: Castell Beeston) är ett slott i Storbritannien.   Det ligger i kommunen Cheshire West and Chester i riksdelen England, i den södra delen av landet, 250 km nordväst om huvudstaden London. Beeston Castle ligger 140 meter över havet.
Terrängen runt Beeston Castle är huvudsakligen platt. Beeston Castle ligger uppe på en höjd som går i nord-sydlig riktning. Runt Beeston Castle är det tätbefolkat, med 266 invånare per kvadratkilometer. Närmaste större samhälle är Winsford, 13,2 km nordost om Beeston Castle. Trakten runt Beeston Castle består i huvudsak av gräsmarker.